# Witbuiktachuri
De witbuiktachuri (Serpophaga subcristata munda) is een zangvogel uit de familie Tyrannidae (tirannen). De vogel werd in 1893 door de Duitse vogelkundige Hans Graf von Berlepsch geldig beschreven als aparte soort. Sinds 2022 wordt de soort beschouwd als ondersoort van de witkuiftachuri (S. subcristata).

## Kenmerken
De vogel lijkt sterk op de witkuiftachuri en is ook 11 cm lang. De onderbuik van deze achuri is wit, terwijl bij de witkuifachuri de bevedering licht vuilgeel is.

## Verspreiding en leefgebied
Deze ondersoort komt voor van westelijk Noord- en Midden-Bolivia tot in Midden-Argentinië en Uruguay. De vogel komt voor op hoogten tussen de 0 en 3000 meter boven zeeniveau en is geen bedreigde vogelsoort.